# Кривий брус

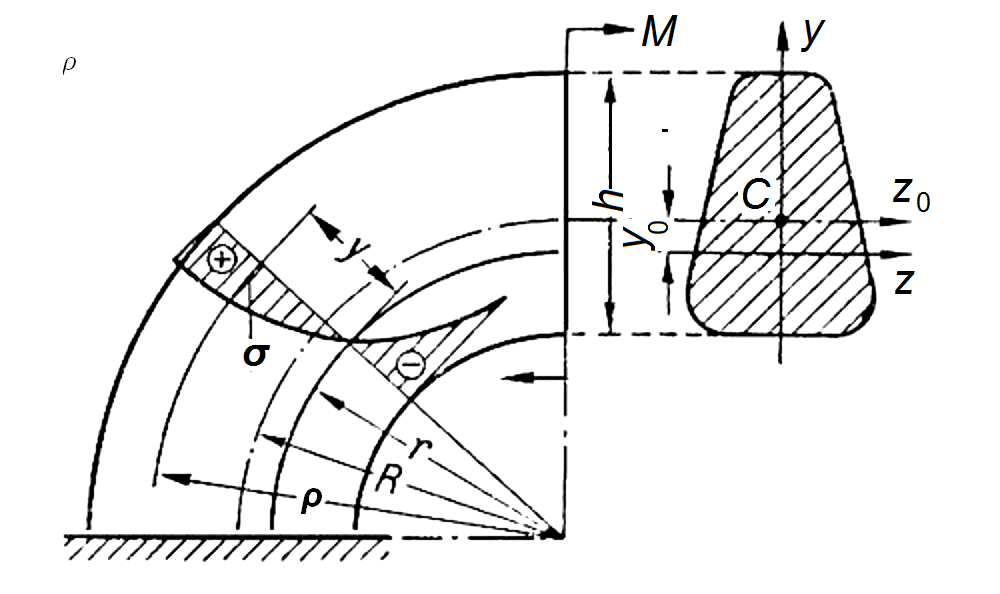
Гіперболічний закон розподілу нормальних напружень у кривому брусі від дії згинального моменту

Криви́й брус або криволіні́йна ба́лка (англ. curved beam) в опорі матеріалів — брус (стрижень, балка), що його вісь є кривою лінією.

## Класифікація
Центр ваги поперечного перерізу кривого бруса завжди лежить на осі бруса, перпендикулярній до площини перерізу. Розрізняють криві бруси: малої і великої кривини (R > 5h і R ≤ 5h, відповідно, де R — радіус кривини осі бруса; h — висота поперечного перерізу); плоскі (вісь — плоска крива) і просторові (вісь — просторова крива); з постійним і змінним поперечним перерізом.
До кривих брусів можна віднести вантажопідйомні гаки, кільця ланцюгів, ободи шківів і коліс, арки тощо. Осі таких брусів є плоскими кривими. Об'єктом розгляду в опорі матеріалів переважно є плоскі криві бруси.

## Розрахунок
Розрахунок кривих брусів малої кривини виконують за формулами для прямого бруса (див. деформація згину). Для кривих брусів великої кривини з поздовжньою площиною симетрії, в якій діють зовнішні навантаження, нормальні напруження визначають за формулою:
{\displaystyle \sigma ={\frac {M\cdot y}{S_{z}\cdot r}}+{\frac {N}{F}},}
де М — згинальний момент у поперечному перерізі; у — віддаль від нейтральної осі z до розглядуваного волокна; r — радіус кривини волокна; Sz — статичний момент площі перерізу F відносно нейтральної осі; N — поздовжня сила.